# پارشیم
شهر پارشیم (به آلمانی: Parchim) در ایالت مکلنبورگ-فورپومن در کشور آلمان واقع شده‌است.

## نگارخانه

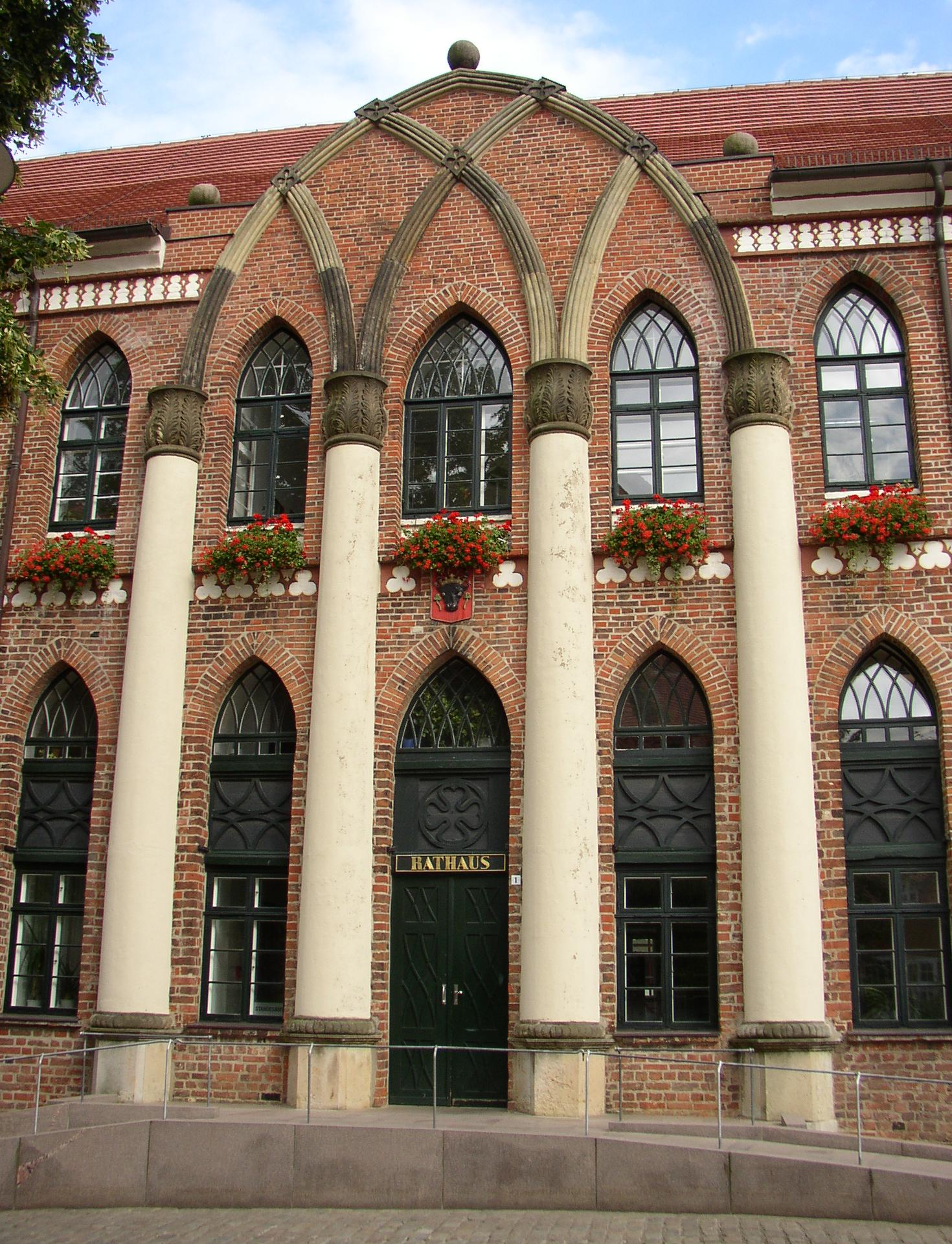
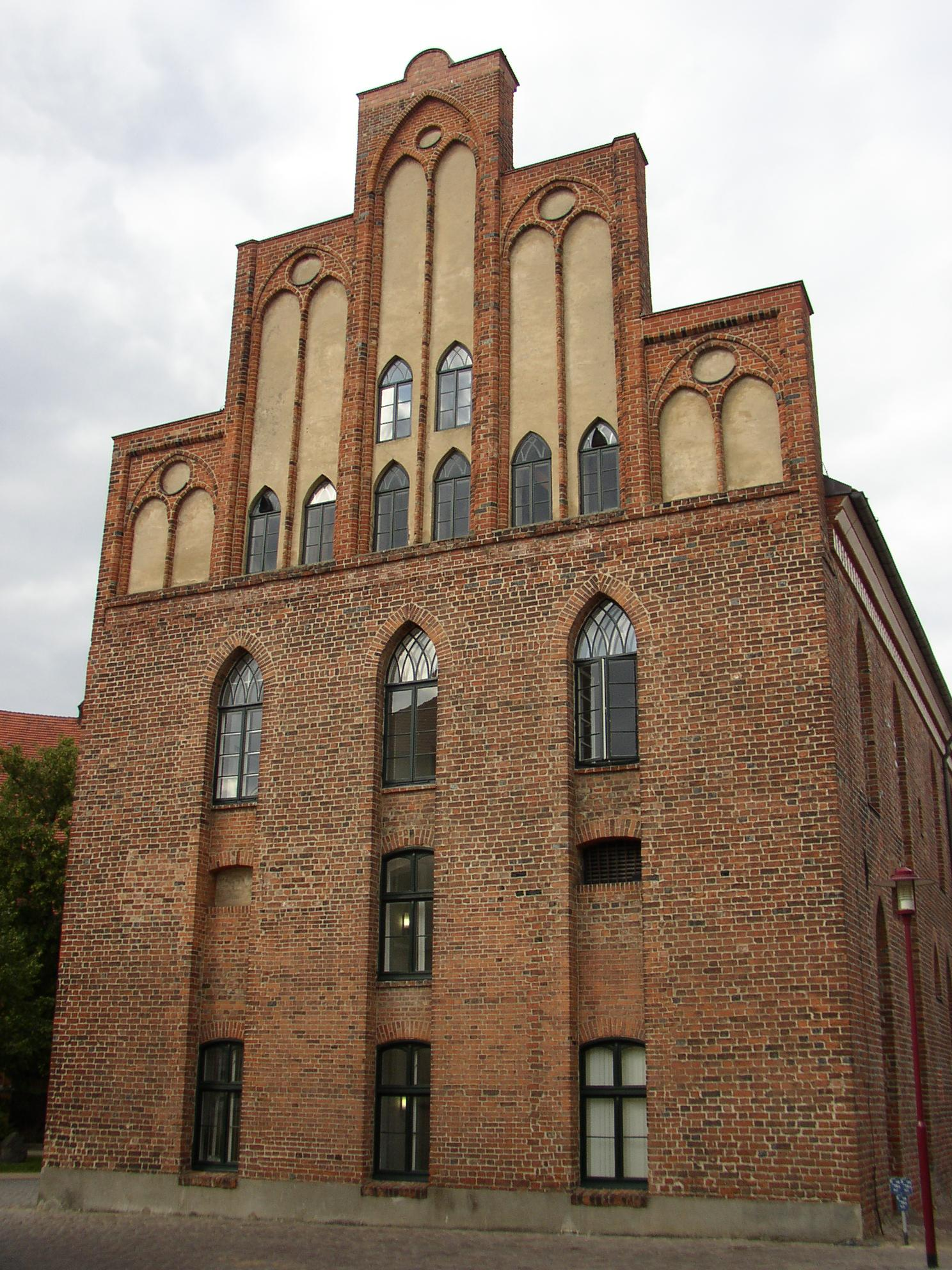